# Dejarik
Dejarik lub szachy holograficzne – gra planszowa z fikcyjnego świata Gwiezdnych wojen, luźny odpowiednik ziemskich szachów wykorzystujący holograficzne figury. Pierwszy raz pojawiła się w filmie Gwiezdne wojny z 1977 roku.

## Zasady gry
Dejarik to najpopularniejsza hologra (gra holograficzna) w świecie Gwiezdnych wojen, instalowana między innymi na pokładach gwiezdnych statków w celu urozmaicenia długich lotów przez nadprzestrzeń. Stanowisko do gry składa się z generatora hologramów, umieszczonego zazwyczaj w cylindrycznej podstawie zestawu, na którym umieszczona jest plansza z trzech okręgów wypełnionych na przemian białymi i czarnymi polami. Po uruchomieniu generowane są kolorowe postacie, m.in.: Mantellian Savrip (mantelliański Savrip), Kintan Strider (kintański włóczęga), K’lor’slug (robak K’lor), Ng’ok, Ghhhk, Grimtaash Molator, Houjix oraz Monnok. Pierwsza wersja gry pokazana na ekranie w 1977 r. w części IV – Nowa nadzieja miała osiem postaci, ale pełna wersja pokazana w filmie w 2018 r. (Han Solo: Gwiezdne wojny – historie) ma ich dziesięć. Było tak dlatego, że w 1977 r. zaprojektowano dziesięć figurek, ale George Lucas wolał wizualnie „mniej zapchaną” wersję z ośmioma; w filmie z 2018 r. wyjaśniono, że projektor w Sokole Millennium został uszkodzony przez Chewbaccę i dlatego w chronologicznie późniejszej wersji z 1977 r. na ekranie jest tylko osiem figurek. Postacie te są sterowane przez gracza za pomocą klawiatury wbudowanej w stolik. Każda z ras posiada własne, specyficzne zdolności, które mogą być wykorzystane w trakcie rozgrywki. Gdy dwie postacie zajmą to samo miejsce na planszy, toczą ze sobą walkę.
Szczegółowe zasady gry nie były w filmie opisane, co spowodowało, że przez lata powstawały warianty tworzone przez fanów. Bardziej oficjalne zasady powstały w 2017 r., gdy powstała pierwsza licencjonowana gra komputerowa, w której zaimplementowano dejarik; w 2019 r. powstała też licencjonowana wersja planszowa, jednak z innymi zasadami niż komputerowa wersja z 2017 r.; wszystkie do tej pory (2021) znane zasady są dla wersji z ośmioma figurkami.

## Obecność w kulturze i technice
Po raz pierwszy ukazano dejarika w filmie Gwiezdne wojny: część IV – Nowa nadzieja z 1977 roku. Na pokładzie lekkiego koreliańskiego frachtowca kosmicznego Sokół Millennium należącego do Hana Solo, wookiee Chewbacca rozgrywa partię tej gry z droidem R2-D2, urozmaicając sobie w ten sposób podróż z Tatooine na Alderaan. Scena została stworzona przez Phila Tippetta i Jona Berga. Po raz kolejny na ekranie gra pojawia się w filmie Gwiezdne wojny: Przebudzenie Mocy (2015) i następnie w Han Solo: Gwiezdne wojny – historie (2018)
Motyw dejarika występuje w wielu książkach, filmach i grach komputerowych ze świata Gwiezdnych wojen, np. w grze Super Star Wars na Super Nintendo, czy serialu animowanym Star Wars: Rebelianci. Stworzono figurki kolekcjonerskie z postaciami z gry wraz z planszą. Według źródła z 2015 r. do tego czasu nie wydano licencjonowanej wersji tej gry; zmieniło się to jednak wkrótce później, gdy powstały też gry komputerowe imitujące zasady dejarika na platformy IPhone i Android (Star Wars: Jedi Challenges, 2017).
Szachy holograficzne stały się także impulsem do stworzenia koncepcji gry komputerowej Archon z 1983 roku. Są też inspiracją do tworzenia rzeczywistych urządzeń, które imitowałyby efekt widziany w filmie, jak np. castAR, czy Voxiebox.
Dejarik były przedmiotem badań naukowych i zostały określone jako jeden z klasycznych, wczesnych przykładów hologramów, 3D i AR w fikcji.